# Charles Stanisław Radziwiłł (1669-1719)
Pour les articles homonymes, voir Charles Stanisław Radziwiłł (1734-1790).
Karol Stanisław Radziwiłł, né le 27 novembre 1669 et mort le 2 août 1719, ordynat de Niasvij, panetier de Lituanie (1685), écuyer de Lituanie (1686), vice-chancelier de Lituanie (1690), grand chancelier de Lituanie (1698).

## Famille et descendance
Fils de Michał Kazimierz Radziwiłł et de Katarzyna Sobieska, Karol Stanisław Radziwiłł épouse Anna Katarzyna Sanguszko (en), fille de Hieronim Sanguszko (pl), qui lui donne douze enfants:
- Katarzyna Barbara Radziwiłł (pl) (1693-1730)
- Mikołaj Krzysztof
- Michał Kazimierz Radziwiłł (1702-1762)
- Konstancja Franciszka
- Karolina Teresa (en) (1707–1765), épouse de Józef Aleksander Jabłonowski
- Tekla Róża (1703-1747), épouse de Michał Antoni Sapieha
- Anna Aleksandra
- Albert Stanisław
- Krystyna Helena
- Ludwik Dominik
- Stanisław Jerzy
- Hieronim Florian

## Crédits
- (en) Cet article est partiellement ou en totalité issu de l’article de Wikipédia en anglais intitulé « Karol Stanisław Radziwiłł (1669–1719) » (voir la liste des auteurs).